# Alanya Cup 2024
La Alanya Cup 2024, seconda edizione della corsa, valevole come prova dell'UCI Europe Tour 2024 categoria 1.2, si svolse il 25 febbraio 2024 per un percorso di 102,7 km, con partenza e arrivo ad Alanya, in Turchia. La vittoria fu appannaggio del francese Julien Trarieux, il quale completò il percorso in 2h32'20" alla media di 40,451 km/h, precedendo lo spagnolo Benjamín Prades e il kazako Daniil Pronskiy.
Al traguardo di Alanya sono stati 84 i ciclisti, dei 100 partiti, portarono a termine la competizione.

## Squadre e corridori partecipanti
| N.    | Cod. | Squadra                        |
| ----- | ---- | ------------------------------ |
| 1-6   | KBB  | Konya Büyükşehir Belediye Spor |
| 11-16 | KAZ  | Kazakistan                     |
| 21-26 | TSM  | Team Storck - Metropol Cycling |
| 31-36 | SBB  | Sakarya BB Pro Team            |
| 41-46 | STC  | Spor Toto Cycling Team         |
| 51-56 | TCM  | Tashkent City Professional CT  |
| 61-66 | BGS  | Beykoz Belediyesi Spor Türkiye |
| 71-76 | CGS  | China Glory Continental CT     |
| 81-86 | VCF  | VC Fukuoka                     |

| N.      | Cod. | Squadra                    |
| ------- | ---- | -------------------------- |
| 91-96   | ALG  | Algeria                    |
| 101-104 | UZB  | Uzbekistan                 |
| 111-117 | AAM  | Almaty Astana Motors       |
| 121-126 | AZE  | Azerbaigian                |
| 131-136 |      | Velo Bursa Bisiklet Takımı |
| 141-146 |      | Antalyaspor Cycling Team   |
| 152-156 | TUR  | Turchia                    |
| 161-166 |      | Ankuva Cycling Team        |

## Ordine d'arrivo (Top 10)
| Pos. | Corridore          | Squadra             | Tempo    |
| ---- | ------------------ | ------------------- | -------- |
| 1    | Julien Trarieux    | China Glory         | 2h32'20" |
| 2    | Benjamín Prades    | VC Fukuoka          | a 2"     |
| 3    | Daniil Pronskiy    | Kazakistan          | a 6"     |
| 4    | Natnael Berhane    | Beykoz              | a 13"    |
| 5    | Maximilian Stedman | Beykoz              | a 17"    |
| 6    | Abai Burak         | Sakayra             | a 25"    |
| 7    | Lucas De Rossi     | China Glory         | a 33"    |
| 8    | Kohei Yokotsuka    | VC Fukuoka          | a 43"    |
| 9    | Savva Novikov      | Ankuva Cycling Team | a 45"    |
| 10   | Erkan Muhammed     | Beykoz              | a 53"    |